# ベラスト・エブリン
ベラスト・エブリン（Verrasztó Evelyn、1989年7月17日 - ）は、ハンガリー・ブダペスト出身の女子競泳選手。5度のオリンピアン、2度のヨーロッパ選手権金メダリスト、3度のヨーロッパ短水路選手権金メダリスト、200m個人メドレーの元短水路世界記録保持者である。
同じ1989年生まれのジュルタ・ダニエル、ホッスー・カティンカ、ヤカボシュ・ジュジャンナと共に15歳でオリンピックデビューを果たし、その後も長くハンガリー代表として活躍したハンガリー水泳界の偉大な世代の一人。オリンピックの決勝にはあまり縁がなく、2004年アテネ大会から2020年東京大会までの5大会に出場したものの決勝を泳いだのは2008年北京大会4×200mフリーリレー（6位）の1回だけで、個人種目では1度も決勝を泳ぐことができなかった。世界選手権には7大会、世界短水路選手権には4大会出場したが、オリンピック同様メダルを獲得することはできなかった。しかし、ヨーロッパ選手権では金2つを含む計9個、ヨーロッパ短水路選手権では個人種目の金3つを含む計12個のメダルを獲得するなど活躍した。また、200m個人メドレーでは短水路世界記録を2回樹立した。
父のベラスト・ゾルターン、母のジューロー・モニカ、兄のベラスト・ダビドもハンガリー代表として活躍した競泳選手。

## 経歴
元競泳ハンガリー代表の両親の下、早産の未熟児で生まれたが、適切な治療もあり成長は追いついた。水泳は6歳の時に始めたが、幼稚園の時にジャズバレエ、小学生時代にバスケットボール、新体操、空手など、色々なスポーツ試した。

### 2003年ヨーロッパユースオリンピックフェスティバル
国際大会デビューとなった2003年のヨーロッパユースオリンピックフェスティバルでは、ホッスー・カティンカ、ヤカボシュ・ジュジャンナらと共に4×100mフリーリレーで金メダルを獲得した。

### 2004年ヨーロッパジュニア選手権
2004年7月、リスボンで開催されたヨーロッパジュニア選手権に出場し、ムティナ・アグネス（第1泳）、ホッスー・カティンカ（第3泳）、ヤカボシュ・ジュジャンナ（第4泳）と共に4×200mフリーリレーで金メダルを獲得した。

### 2004年オリンピック
2004年8月、ジュルタ・ダニエル、ホッスー・カティンカ、ヤカボシュ・ジュジャンナと共に15歳でアテネオリンピックに出場し、200m背泳ぎで準決勝まで進出した。

### 2005年ヨーロッパジュニア選手権
2005年7月、自国開催（ブダペスト）のヨーロッパジュニア選手権に出場。第1泳を務めた4×200mフリーリレーは銀メダルに終わり連覇を逃したが、第3泳を務めた4×100mフリーリレーではヤカボシュ・ジュジャンナ、ホッスー・カティンカらと共に金メダルを獲得した。

### 2007年ヨーロッパ短水路選手権
2007年12月、デブレツェンで開催されたヨーロッパ短水路選手権に出場。200m個人メドレーで予選2分11秒07・決勝2分09秒83と2レース連続で短水路ハンガリー新記録（当時）を樹立し、金メダルのカミーユ・ムファ（2分09秒05）と0秒78差の3位に入り、自身初のシニアヨーロッパメダルを獲得した。

### 2008年オリンピック
2008年8月、2大会連続の出場となった北京オリンピックでは200m背泳ぎ、200m個人メドレー、4×200mフリーリレーの3種目に出場した。オリンピック初出場の200m個人メドレーは予選2分12秒52・準決勝2分12秒18と2レース連続でハンガリー新記録（当時）を樹立するも準決勝8位タイとなり、決勝進出をかけたスイムオフで北川麻美に2秒94差で敗れ決勝進出を逃した。4×200mフリーリレーでは第2泳を務め、第1泳のムティナ・アグネス、第3泳のダラ・エステル、第4泳のヤカボシュ・ジュジャンナと共に7分55秒26のハンガリー新記録（当時）を樹立して予選を7位で突破し、1996年アトランタ大会から実施されている女子4×200mフリーリレーでハンガリー初の決勝に進出した。予選と同じメンバーで臨んだ決勝では予選よりタイムを落として6位（7分55秒53）に終わったが、エブリンは初めて泳いだオリンピックの決勝レースでチーム最速のスプリットタイム（1分57秒80）をマークした。2大会連続の出場となった200m背泳ぎは予選17位に終わり、準決勝進出に0秒44及ばなかった。

### 2008年ヨーロッパ短水路選手権
2008年12月、リエカで開催されたヨーロッパ短水路選手権に出場。前回大会で銅メダルを獲得した200m個人メドレーでは予選2分08秒51・決勝2分07秒93と2レース連続で短水路ハンガリー新記録（当時）を樹立したが、短水路ヨーロッパ新記録（当時）を樹立したフランチェスカ・セガトに0秒90及ばず、2大会連続のメダルは獲得したものの金メダルを逃した。100m個人メドレーでも予選1分00秒93・準決勝59秒93・決勝59秒49と3レース連続で短水路ハンガリー新記録（当時）を樹立したが、大会新記録（当時）を樹立したハンナ＝マリア・セッパラに0秒25及ばず、200mに続いて銀メダルに終わった。

### 2009年ワールドカップ
2009年11月、モスクワで開催されたワールドカップ第2戦に出場。200m個人メドレー決勝において、カースティ・コベントリーが2008年世界短水路選手権で樹立した短水路世界記録（2分06秒13）を更新する2分06秒01をマークし、父ゾルターンに続いて親子2代で世界記録保持者となった。

### 2009年ヨーロッパ短水路選手権
2009年12月、イスタンブールで開催されたヨーロッパ短水路選手権に出場。短水路世界記録保持者として臨んだ200m個人メドレーは先月樹立した短水路世界記録を更新する2分04秒64で優勝を飾り、自身初のシニアヨーロッパタイトルを獲得した
。なお、この世界記録は9日しか持たず、アメリカ人のジュリア・スミットによって2分04秒60に更新された。2冠がかかった100m個人メドレーでは準決勝を58秒61の大会新及び短水路ハンガリー新記録で突破し、決勝でも58秒21と記録を更新したが、57秒85の大会新記録（当時）を樹立したヒンケリエン・シェロイデルに敗れ銀メダルに終わった。200m自由形では予選1分53秒86・決勝1分52秒61と2レース連続で短水路ハンガリー新記録（当時）を樹立するも、1分51秒17の短水路世界新記録（当時）を樹立したフェデリカ・ペレグリニに敗れ銀メダルに終わった。

### 2010年ヨーロッパ選手権
2010年8月、自国開催（ブダペスト）のヨーロッパ選手権に出場。200個人メドレーはホッスー・カティンカと大会新記録決着となり、わずか0秒01差で自身初の長水路シニアヨーロッパタイトルを逃した。200m個人メドレー決勝の約1時間30分後には4×200mフリーリレー決勝で第4泳を務め、第1泳ムティナ・アグネス、第2泳ダラ・エステル、200m個人メドレーで金メダルを争ったホッスー・カティンカ（第3泳）と共に泳ぎ、フランスを0秒20抑えて金メダルを獲得した。これはヨーロッパ選手権で獲得した自身初の金メダルであり、ハンガリーにとって1954年トリノ大会以来、実に56年ぶりとなるリレー種目での金メダル獲得という快挙だった。

### 2010年ヨーロッパ短水路選手権
2010年11月、アイントホーフェンで開催されたヨーロッパ短水路選手権に出場。ディフェンディングチャンピオン及びヨーロッパ記録保持者として臨んだ200m個人メドレーは2位に3秒08の差をつけて2連覇を達成。100m個人メドレーは前回大会で敗れたヒンケリエン・シェロイデルに0秒04差で競り勝ち、前回大会の雪辱を果たして個人メドレー2冠を達成した。200m自由形は金メダルのフェムケ・ヘームスケルクと1秒77差の3位に終わり、2大会連続のメダルを獲得したものの3冠は逃した。

### 2012年ヨーロッパ選手権
2012年5月、デブレツェンで開催されたヨーロッパ選手権に出場。200m個人メドレーはホッスー・カティンカ（2分10秒84）、ソフィー・アレン（2分11秒49）に次ぐ3位に入り、前回大会より順位を落としたものの3大会連続のメダルを獲得した。第2泳を務めた4×200mフリーリレーでは、第1泳ヤカボシュ・ジュジャンナ、第3泳ムティナ・アグネス、第4泳ホッスー・カティンカと、かつてジュニアヨーロッパチャンピオンに輝いた4人で泳ぎ、優勝したイタリアに1秒80及ばなかったものの銀メダルを獲得した。

### 2012年オリンピック
2012年7-8月、3大会連続のオリンピック出場となったロンドンオリンピックには個人1種目とリレー3種目に出場した。200m個人メドレーは準決勝9位で決勝進出に0秒60及ばず、前回大会に続いて決勝にあと一歩届かなかった。リレー3種目（4×100mと4×200mフリー・4×100mメドレー）は全て予選敗退に終わったが、2004年ジュニアヨーロッパチャンピオンメンバー（ムティナ・アグネス、ヤカボシュ・ジュジャンナ、ホッスー・カティンカ、エブリン）で泳いだ4×200mフリーリレーは2大会連続の決勝をわずか0秒02差で逃す9位に終わった

### 2016年ヨーロッパ選手権
2016年5月、ロンドンで開催されたヨーロッパ選手権に出場。個人種目では出場した3種目全て決勝に進出するもメダルは逃した。しかし、第3泳を務めた混合4x100mメドレーリレーで銅メダル、第2泳を務めた4×200mフリーリレーではヤカボシュ・ジュジャンナ、ホッスー・カティンカらと共に金メダルを獲得した。これは自身2度目のシニアヨーロッパチャンピオンであり、かつてジュニアヨーロッパチャンピオンに輝いた3人一緒では初のシニアヨーロッパチャンピオンだった。

### 2016年オリンピック
2016年8月、4大会連続の出場となったリオデジャネイロオリンピックでは200m自由形と4×200mフリーリレーの2種目に出場した。200m自由形は予選敗退（24位）に終わり、第1泳を務めた4×200mフリーリレーは決勝進出に貢献（予選5位）したが予選のみの出場に終わった（決勝のハンガリーは6位）。

### 2017年ヨーロッパ短水路選手権
2017年12月、コペンハーゲンで開催されたヨーロッパ短水路選手権に出場。200m個人メドレーでは優勝したホッスー・カティンカに3秒66の差をつけられたものの2位に入り、2011年シュチェチン大会以来となるメダルを獲得した。

### 2020年オリンピック
2021年7-8月、新型コロナウイルス感染症によって1年延期された東京オリンピックでは、チェ・ラースロー、ホッスー・カティンカ、ヤカボシュ・ジュジャンナと共にハンガリー競泳選手歴代最多記録となる5度目のオリンピック出場を果たした。32歳での出場となった今大会は4×200mフリーリレーのみの出場となり、予選で第3泳を務め決勝進出（全体8位で）に貢献したが、決勝を泳ぐことはできなかった（決勝のハンガリーは7位）。

## ライフセービング
ライフセービング競技の大会にも出場している。2022年ワールドゲームズの4×50m障害物リレーでは、ハンガリー競泳代表のシェナンスキ・ペトラ、ジュリノビチ・ファンニ、ヤカボシュ・ジュジャンナと共に1分49秒05の大会新記録を樹立し、同じタイムをマークしたポーランドと金メダルを分かち合った。

## 人物
- 自身が未熟児だったこともあり、未熟児の世話を行う病院を支援する活動を定期的に続けている[49]。
- コーヒー愛好家であり、兄のダビドと共に2017年にブダペスト（カールヴィン広場）にカフェをオープンしたバリスタでもある[50][51][52]。
- 趣味はドライブ、旅行、ファッション[3]。
- F1が好きでハンガロリンクを何度も訪れている[53]。
- 母が衣料品店を20年間経営していたこともあって小さい頃からファッションに興味を持ち、現在はモデルとしてファッションショーに参加するなどしている[52]。
- 2012年ロンドンオリンピックのカヌー金メダリストのドンビ・ルドルフ（英語版）[54]、2020年東京オリンピックの水球銅メダリストのヤンシク・シラルド（英語版）は元恋人[55]。

## 家族
父のベラスト・ゾルターンは、200m背泳ぎではオリンピック銀メダリストであり、世界選手権とヨーロッパ選手権の金メダリスト。400m個人メドレーではオリンピック銅メダリストであり、元世界記録保持者。母のジューロー・モニカは、1986年マドリード世界選手権代表であり、複数種目のヨーロッパ選手権ファイナリスト。兄のベラスト・ダビドは、400m個人メドレーで2度の世界選手権銀メダリストであり、長水路と短水路を通じて6度のヨーロッパ選手権金メダリスト。

## 主要国際大会の成績
世界水泳連盟のウェブサイトなど参照
| 年             | 大会                                        | 場所               | 種目                     | 結果           | 記録           | 泳順           | 備考           |
| ハンガリー代表 | ハンガリー代表                              | ハンガリー代表     | ハンガリー代表           | ハンガリー代表 | ハンガリー代表 | ハンガリー代表 | ハンガリー代表 |
| -------------- | ------------------------------------------- | ------------------ | ------------------------ | -------------- | -------------- | -------------- | -------------- |
| 2003           | ヨーロッパユースオリンピック フェスティバル | パリ               | 200m背泳ぎ               | 銀メダル       | 2分17秒06      |                |                |
| 2003           | ヨーロッパユースオリンピック フェスティバル | パリ               | 4x100mフリーリレー       | 金メダル       | 3分54秒32      |                |                |
| 2003           | ヨーロッパユースオリンピック フェスティバル | パリ               | 4x100mメドレーリレー     | 銀メダル       | 4分23秒02      |                |                |
| 2003           | ヨーロッパユースオリンピック フェスティバル | パリ               | 混合4x200mフリーリレー   | 銅メダル       | 8分07秒04      |                |                |
| 2004           | ヨーロッパ ジュニア選手権                   | リスボン           | 400m自由形               | 7位            | 4分19秒78      |                |                |
| 2004           | ヨーロッパ ジュニア選手権                   | リスボン           | 200m背泳ぎ               | 銅メダル       | 2分14秒93      |                |                |
| 2004           | ヨーロッパ ジュニア選手権                   | リスボン           | 4x200mフリーリレー       | 金メダル       | 8分11秒86      | 2泳            |                |
| 2004           | オリンピック                                | アテネ             | 200m背泳ぎ               | 準決勝14位     | 2分13秒98      |                |                |
| 2004           | ヨーロッパ短水路選手権                      | ウィーン           | 400m自由形               | 予選15位       | 4分16秒73      |                |                |
| 2004           | ヨーロッパ短水路選手権                      | ウィーン           | 200m背泳ぎ               | 予選10位       | 2分11秒03      |                |                |
| 2004           | ヨーロッパ短水路選手権                      | ウィーン           | 100m個人メドレー         | 予選23位       | 1分04秒28      |                |                |
| 2004           | ヨーロッパ短水路選手権                      | ウィーン           | 200m個人メドレー         | 予選16位       | 2分17秒41      |                |                |
| 2005           | ヨーロッパ ジュニア選手権                   | ブダペスト         | 100m自由形               | 準決勝13位     | 57秒76         |                |                |
| 2005           | ヨーロッパ ジュニア選手権                   | ブダペスト         | 400m自由形               | 6位            | 4分21秒38      |                |                |
| 2005           | ヨーロッパ ジュニア選手権                   | ブダペスト         | 200m背泳ぎ               | 銀メダル       | 2分14秒82      |                |                |
| 2005           | ヨーロッパ ジュニア選手権                   | ブダペスト         | 4x100mフリーリレー       | 金メダル       | 3分49秒37      | 3泳            |                |
| 2005           | ヨーロッパ ジュニア選手権                   | ブダペスト         | 4x200mフリーリレー       | 銀メダル       | 8分15秒22      | 1泳            |                |
| 2005           | ヨーロッパ短水路選手権                      | トリエステ         | 400m自由形               | 予選16位       | 4分11秒25      |                |                |
| 2005           | ヨーロッパ短水路選手権                      | トリエステ         | 800m自由形               | 15位           | 8分43秒79      |                |                |
| 2005           | ヨーロッパ短水路選手権                      | トリエステ         | 100m背泳ぎ               | 予選22位       | 1分02秒69      |                |                |
| 2005           | ヨーロッパ短水路選手権                      | トリエステ         | 200m背泳ぎ               | 予選9位        | 2分10秒35      |                |                |
| 2005           | ヨーロッパ短水路選手権                      | トリエステ         | 200m個人メドレー         | 予選15位       | 2分16秒55      |                |                |
| 2006           | ヨーロッパ選手権                            | ブダペスト         | 50m自由形                | 予選31位       | 26秒79         |                |                |
| 2006           | ヨーロッパ選手権                            | ブダペスト         | 400m自由形               | 予選20位       | 4分20秒82      |                |                |
| 2006           | ヨーロッパ選手権                            | ブダペスト         | 50m背泳ぎ                | 予選23位       | 30秒37         |                |                |
| 2006           | ヨーロッパ選手権                            | ブダペスト         | 100m背泳ぎ               | 準決勝12位     | 1分03秒29      |                |                |
| 2006           | ヨーロッパ選手権                            | ブダペスト         | 200m背泳ぎ               | 6位            | 2分13秒07      |                |                |
| 2006           | ヨーロッパ選手権                            | ブダペスト         | 4x200mフリーリレー       | 8位            | 8分09秒81      | 4泳            |                |
| 2006           | ヨーロッパ選手権                            | ブダペスト         | 4x100mメドレーリレー     | 6位            | 4分06秒66      | 4泳            |                |
| 2006           | ヨーロッパ短水路選手権                      | ヘルシンキ         | 50m背泳ぎ                | 予選17位       | 28秒86         |                |                |
| 2006           | ヨーロッパ短水路選手権                      | ヘルシンキ         | 200m背泳ぎ               | 4位            | 2分06秒69      |                |                |
| 2006           | ヨーロッパ短水路選手権                      | ヘルシンキ         | 200m個人メドレー         | 5位            | 2分12秒32      |                | ハンガリー記録 |
| 2007           | 世界選手権                                  | メルボルン         | 1500m自由形              | 予選15位       | 16分46秒97     |                |                |
| 2007           | 世界選手権                                  | メルボルン         | 50m背泳ぎ                | 予選33位       | 30秒03         |                |                |
| 2007           | 世界選手権                                  | メルボルン         | 200m背泳ぎ               | 準決勝15位     | 2分13秒52      |                |                |
| 2007           | 世界選手権                                  | メルボルン         | 200m個人メドレー         | 準決勝13位     | 2分16秒26      |                |                |
| 2007           | ヨーロッパ短水路選手権                      | デブレツェン       | 200m自由形               | 4位            | 1分55秒23      |                | ハンガリー記録 |
| 2007           | ヨーロッパ短水路選手権                      | デブレツェン       | 100m個人メドレー         | 6位            | 1分01秒08      |                |                |
| 2007           | ヨーロッパ短水路選手権                      | デブレツェン       | 200m個人メドレー         | 銅メダル       | 2分09秒83      |                | ハンガリー記録 |
| 2007           | ヨーロッパ短水路選手権                      | デブレツェン       | 4x50mメドレーリレー      | 4位            | 1分50秒38      | 4泳            |                |
| 2008           | ヨーロッパ選手権                            | アイントホーフェン | 200m自由形               | 4位            | 1分58秒60      |                |                |
| 2008           | ヨーロッパ選手権                            | アイントホーフェン | 200m背泳ぎ               | 4位            | 2分10秒45      |                |                |
| 2008           | ヨーロッパ選手権                            | アイントホーフェン | 200m個人メドレー         | 銀メダル       | 2分12秒93      |                | ハンガリー記録 |
| 2008           | ヨーロッパ選手権                            | アイントホーフェン | 4x200mフリーリレー       | 6位            | 8分02秒36      | 4泳            |                |
| 2008           | ヨーロッパ選手権                            | アイントホーフェン | 4x100mメドレーリレー     | 7位            | 4分06秒86      | 4泳            |                |
| 2008           | オリンピック                                | 北京               | 200m背泳ぎ               | 予選17位       | 2分11秒02      |                |                |
| 2008           | オリンピック                                | 北京               | 200m個人メドレー         | 準決勝8位      | 2分12秒18      |                | ハンガリー記録 |
| 2008           | オリンピック                                | 北京               | 4x200mフリーリレー       | 6位            | 7分55秒53      | 2泳            |                |
| 2008           | ヨーロッパ短水路選手権                      | リエカ             | 100m個人メドレー         | 銀メダル       | 59秒49         |                | ハンガリー記録 |
| 2008           | ヨーロッパ短水路選手権                      | リエカ             | 200m個人メドレー         | 銀メダル       | 2分07秒93      |                | ハンガリー記録 |
| 2008           | ヨーロッパ短水路選手権                      | リエカ             | 400m個人メドレー         | 7位            | 4分33秒48      |                |                |
| 2008           | ヨーロッパ短水路選手権                      | リエカ             | 4x50mフリーリレー        | 予選11位       | 1分41秒45      | 4泳            |                |
| 2008           | ヨーロッパ短水路選手権                      | リエカ             | 4x50mメドレーリレー      | 予選9位        | 1分49秒65      | 4泳            | ハンガリー記録 |
| 2009           | 世界選手権                                  | ローマ             | 100m自由形               | 8位            | 53秒92         |                |                |
| 2009           | 世界選手権                                  | ローマ             | 200m自由形               | 8位            | 1分57秒50      |                |                |
| 2009           | 世界選手権                                  | ローマ             | 200m個人メドレー         | 7位            | 2分09秒98      |                |                |
| 2009           | 世界選手権                                  | ローマ             | 4x100mフリーリレー       | 8位            | 3分39秒53      | 2泳            |                |
| 2009           | 世界選手権                                  | ローマ             | 4x200mフリーリレー       | 6位            | 7分48秒04      | 2泳            | ハンガリー記録 |
| 2009           | 世界選手権                                  | ローマ             | 4x100mメドレーリレー     | 予選14位       | 4分03秒63      | 4泳            |                |
| 2009           | ヨーロッパ短水路選手権                      | イスタンブール     | 200m自由形               | 銀メダル       | 1分52秒61      |                | ハンガリー記録 |
| 2009           | ヨーロッパ短水路選手権                      | イスタンブール     | 100m個人メドレー         | 銀メダル       | 58秒21         |                | ハンガリー記録 |
| 2009           | ヨーロッパ短水路選手権                      | イスタンブール     | 200m個人メドレー         | 金メダル       | 2分04秒64      |                | 世界記録       |
| 2010           | ヨーロッパ選手権                            | ブダペスト         | 100m自由形               | 5位            | 54秒33         |                |                |
| 2010           | ヨーロッパ選手権                            | ブダペスト         | 200m自由形               | 5位            | 1分57秒90      |                |                |
| 2010           | ヨーロッパ選手権                            | ブダペスト         | 200m個人メドレー         | 銀メダル       | 2分10秒10      |                |                |
| 2010           | ヨーロッパ選手権                            | ブダペスト         | 4x100mフリーリレー       | 4位            | 3分38秒98      | 1泳            |                |
| 2010           | ヨーロッパ選手権                            | ブダペスト         | 4x200mフリーリレー       | 金メダル       | 7分52秒49      | 4泳            |                |
| 2010           | ヨーロッパ選手権                            | ブダペスト         | 4x100mメドレーリレー     | 予選9位        | 4分09秒78      | 4泳            |                |
| 2010           | ヨーロッパ短水路選手権                      | アイントホーフェン | 200m自由形               | 銅メダル       | 1分54秒39      |                |                |
| 2010           | ヨーロッパ短水路選手権                      | アイントホーフェン | 100m個人メドレー         | 金メダル       | 59秒53         |                |                |
| 2010           | ヨーロッパ短水路選手権                      | アイントホーフェン | 200m個人メドレー         | 金メダル       | 2分07秒06      |                |                |
| 2010           | 世界短水路選手権                            | ドバイ             | 200m自由形               | 6位            | 1分55秒06      |                |                |
| 2010           | 世界短水路選手権                            | ドバイ             | 100m個人メドレー         | 6位            | 1分00秒19      |                |                |
| 2010           | 世界短水路選手権                            | ドバイ             | 200m個人メドレー         | 5位            | 2分07秒81      |                |                |
| 2010           | 世界短水路選手権                            | ドバイ             | 4x200mフリーリレー       | 7位            | 7分47秒70      | 1泳            |                |
| 2011           | 世界選手権                                  | 上海               | 100m自由形               | 予選30位       | 55秒76         |                |                |
| 2011           | 世界選手権                                  | 上海               | 200m自由形               | 準決勝16位     | 1分59秒71      |                |                |
| 2011           | 世界選手権                                  | 上海               | 200m個人メドレー         | 準決勝11位     | 2分12秒51      |                |                |
| 2011           | 世界選手権                                  | 上海               | 4x200mフリーリレー       | 5位            | 7分52秒39      | 2泳            |                |
| 2011           | ヨーロッパ短水路選手権                      | シュチェチン       | 200m自由形               | 銅メダル       | 1分54秒55      |                |                |
| 2011           | ヨーロッパ短水路選手権                      | シュチェチン       | 100m個人メドレー         | 4位            | 1分00秒17      |                |                |
| 2011           | ヨーロッパ短水路選手権                      | シュチェチン       | 200m個人メドレー         | 銀メダル       | 2分08秒28      |                |                |
| 2012           | ヨーロッパ選手権                            | デブレツェン       | 100m自由形               | 予選22位       | 56秒10         |                |                |
| 2012           | ヨーロッパ選手権                            | デブレツェン       | 200m自由形               | 8位            | 2分00秒06      |                |                |
| 2012           | ヨーロッパ選手権                            | デブレツェン       | 200m個人メドレー         | 銅メダル       | 2分11秒63      |                |                |
| 2012           | ヨーロッパ選手権                            | デブレツェン       | 4x100mフリーリレー       | 4位            | 3分41秒36      | 4泳            |                |
| 2012           | ヨーロッパ選手権                            | デブレツェン       | 4x200mフリーリレー       | 銀メダル       | 7分54秒70      | 2泳            |                |
| 2012           | ヨーロッパ選手権                            | デブレツェン       | 4x100mメドレーリレー     | 6位            | 4分07秒19      | 1泳            |                |
| 2012           | オリンピック                                | ロンドン           | 200m個人メドレー         | 準決勝9位      | 2分11秒53      |                |                |
| 2012           | オリンピック                                | ロンドン           | 4x100mフリーリレー       | 予選15位       | 3分44秒79      | 2泳            |                |
| 2012           | オリンピック                                | ロンドン           | 4x200mフリーリレー       | 予選9位        | 7分54秒58      | 4泳            |                |
| 2012           | オリンピック                                | ロンドン           | 4x100mメドレーリレー     | 予選失格       | DSQ            | 1泳            |                |
| 2012           | 世界短水路選手権                            | イスタンブール     | 800m自由形               | 15位           | 8分30秒42      |                |                |
| 2012           | 世界短水路選手権                            | イスタンブール     | 50m背泳ぎ                | 予選25位       | 28秒47         |                |                |
| 2012           | 世界短水路選手権                            | イスタンブール     | 100m背泳ぎ               | 予選24位       | 59秒69         |                |                |
| 2012           | 世界短水路選手権                            | イスタンブール     | 200m背泳ぎ               | 予選9位        | 2分05秒83      |                | ハンガリー記録 |
| 2012           | 世界短水路選手権                            | イスタンブール     | 4x200mフリーリレー       | 4位            | 7分44秒70      | 1泳            |                |
| 2013           | 世界選手権                                  | バルセロナ         | 100m自由形               | 準決勝15位     | 55秒32         |                |                |
| 2013           | 世界選手権                                  | バルセロナ         | 200m背泳ぎ               | 準決勝16位     | 2分11秒83      |                |                |
| 2013           | 世界選手権                                  | バルセロナ         | 100mバタフライ           | 準決勝12位     | 58秒74         |                |                |
| 2013           | ヨーロッパ短水路選手権                      | ヘアニング         | 200m自由形               | 5位            | 1分54秒37      |                |                |
| 2013           | ヨーロッパ短水路選手権                      | ヘアニング         | 100m個人メドレー         | 6位            | 59秒63         |                |                |
| 2013           | ヨーロッパ短水路選手権                      | ヘアニング         | 200m個人メドレー         | 6位            | 2分08秒34      |                | [ 注釈 1 ]     |
| 2013           | ヨーロッパ短水路選手権                      | ヘアニング         | 4x50mフリーリレー        | 8位            | 1分40秒09      |                |                |
| 2013           | ヨーロッパ短水路選手権                      | ヘアニング         | 混合4x50mメドレーリレー  | 6位            | 1分39秒86      | 4泳            | ハンガリー記録 |
| 2014           | ヨーロッパ選手権                            | ベルリン           | 100mバタフライ           | 予選17位       | 59秒76         |                |                |
| 2014           | ヨーロッパ選手権                            | ベルリン           | 200mバタフライ           | 予選8位        | 2分10秒97      |                |                |
| 2014           | ヨーロッパ選手権                            | ベルリン           | 200m個人メドレー         | 4位            | 2分12秒95      |                |                |
| 2014           | ヨーロッパ選手権                            | ベルリン           | 400m個人メドレー         | 6位            | 4分40秒61      |                |                |
| 2014           | ヨーロッパ選手権                            | ベルリン           | 4x200mフリーリレー       | 銅メダル       | 7分54秒23      | 2泳            |                |
| 2014           | 世界短水路選手権                            | ドーハ             | 200m自由形               | 8位            | 1分55秒07      |                |                |
| 2014           | 世界短水路選手権                            | ドーハ             | 100m個人メドレー         | 8位            | 59秒31         |                |                |
| 2014           | 世界短水路選手権                            | ドーハ             | 200m個人メドレー         | 6位            | 2分07秒05      |                |                |
| 2014           | 世界短水路選手権                            | ドーハ             | 4x200mフリーリレー       | 4位            | 7分39秒21      | 1泳            | ハンガリー記録 |
| 2015           | 世界選手権                                  | カザン             | 200m自由形               | 予選30位       | 2分00秒72      |                |                |
| 2015           | 世界選手権                                  | カザン             | 100mバタフライ           | 予選25位       | 59秒09         |                |                |
| 2015           | 世界選手権                                  | カザン             | 混合4x100mメドレーリレー | 8位            | 3分50秒06      | 3泳            |                |
| 2016           | ヨーロッパ選手権                            | ロンドン           | 100m自由形               | 8位            | 56秒52         |                |                |
| 2016           | ヨーロッパ選手権                            | ロンドン           | 200m自由形               | 5位            | 1分58秒16      |                |                |
| 2016           | ヨーロッパ選手権                            | ロンドン           | 200m個人メドレー         | 5位            | 2分12秒91      |                |                |
| 2016           | ヨーロッパ選手権                            | ロンドン           | 4x200mフリーリレー       | 金メダル       | 7分51秒63      | 2泳            |                |
| 2016           | ヨーロッパ選手権                            | ロンドン           | 混合4x100mメドレーリレー | 銅メダル       | 3分49秒50      | 3泳            |                |
| 2016           | オリンピック                                | リオデジャネイロ   | 200m自由形               | 予選28位       | 1分59秒44      |                |                |
| 2016           | オリンピック                                | リオデジャネイロ   | 4x200mフリーリレー       | 予選5位        | 7分51秒17      | 1泳            | 予選のみ出場   |
| 2016           | 世界短水路選手権                            | ウィンザー         | 100m自由形               | 予選25位       | 54秒60         |                |                |
| 2016           | 世界短水路選手権                            | ウィンザー         | 100m個人メドレー         | 準決勝13位     | 1分00秒59      |                |                |
| 2016           | 世界短水路選手権                            | ウィンザー         | 混合4x50mフリーリレー    | 7位            | 1分32秒98      | 4泳            |                |
| 2017           | 世界選手権                                  | ブダペスト         | 200m自由形               | 予選23位       | 1分59秒92      |                |                |
| 2017           | 世界選手権                                  | ブダペスト         | 4x100mフリーリレー       | 予選9位        | 3分38秒90      | 3泳            |                |
| 2017           | 世界選手権                                  | ブダペスト         | 4x200mフリーリレー       | 6位            | 7分51秒33      | 3泳            |                |
| 2017           | 世界選手権                                  | ブダペスト         | 混合4x100mフリーリレー   | 6位            | 3分25秒02      | 4泳            | ハンガリー記録 |
| 2017           | ユニバーシアード                            | 台北               | 100m自由形               | 準決勝12位     | 55秒64         |                |                |
| 2017           | ユニバーシアード                            | 台北               | 50mバタフライ            | 準決勝14位     | 27秒35         |                |                |
| 2017           | ユニバーシアード                            | 台北               | 200m個人メドレー         | 6位            | 2分13秒31      |                |                |
| 2017           | ヨーロッパ短水路選手権                      | コペンハーゲン     | 100m個人メドレー         | 8位            | 59秒99         |                |                |
| 2017           | ヨーロッパ短水路選手権                      | コペンハーゲン     | 200m個人メドレー         | 銀メダル       | 2分08秒09      |                |                |
| 2017           | ヨーロッパ短水路選手権                      | コペンハーゲン     | 4x50mフリーリレー        | 7位            | 1分39秒98      | 3泳            |                |
| 2017           | ヨーロッパ短水路選手権                      | コペンハーゲン     | 4x50mメドレーリレー      | 予選12位       | 1分49秒95      | 1泳            |                |
| 2018           | ヨーロッパ選手権                            | グラスゴー         | 100mバタフライ           | 予選18位       | 59秒94         |                |                |
| 2018           | ヨーロッパ選手権                            | グラスゴー         | 200m個人メドレー         | 予選12位       | 2分15秒04      |                |                |
| 2018           | ヨーロッパ選手権                            | グラスゴー         | 4x100mメドレーリレー     | 8位            | 4分04秒58      | 4泳            |                |
| 2018           | ヨーロッパ選手権                            | グラスゴー         | 混合4x100mフリーリレー   | 6位            | 3分29秒30      | 4泳            |                |
| 2018           | ヨーロッパ選手権                            | グラスゴー         | 混合4x100mメドレーリレー | 予選失格       | DSQ            | 3泳            |                |
| 2019           | 世界選手権                                  | 光州               | 4x200mフリーリレー       | 6位            | 7分54秒57      | 2泳            |                |
| 2019           | 世界選手権                                  | 光州               | 4x100mメドレーリレー     | 予選19位       | 4分05秒61      | 4泳            |                |
| 2021           | ヨーロッパ選手権                            | ブダペスト         | 200m自由形               | 予選21位       | 2分00秒69      |                |                |
| 2021           | ヨーロッパ選手権                            | ブダペスト         | 4x100mフリーリレー       | 8位            | 3分42秒31      | 4泳            |                |
| 2021           | ヨーロッパ選手権                            | ブダペスト         | 4x200mフリーリレー       | 予選6位        | 8分02秒50      | 2泳            | 予選のみ出場   |
| 2021           | ヨーロッパ選手権                            | ブダペスト         | 混合4x200mフリーリレー   | 予選5位        | 7分40秒29      | 3泳            | 予選のみ出場   |
| 2021           | オリンピック                                | 東京               | 4x200mフリーリレー       | 予選8位        | 7分56秒16      | 3泳            | 予選のみ出場   |

## 樹立した短水路世界記録
世界水泳連盟のウェブサイト参照
| 種目             | 記録      | 日付           | 大会                   | 場所           |
| ---------------- | --------- | -------------- | ---------------------- | -------------- |
| 200m個人メドレー | 2分06秒01 | 2009年11月6日  | ワールドカップ         | モスクワ       |
| 200m個人メドレー | 2分04秒64 | 2009年12月10日 | ヨーロッパ短水路選手権 | イスタンブール |

## 自己ベスト
SwimRankings.net、世界水泳連盟のウェブサイト参照
| 種目             | 記録      | 日付           | 大会                   | 場所               | 備考             | 脚注   |
| 長水路           | 長水路    | 長水路         | 長水路                 | 長水路             | 長水路           | 長水路 |
| ---------------- | --------- | -------------- | ---------------------- | ------------------ | ---------------- | ------ |
| 50m自由形        | 25秒28    | 2009年6月28日  | ハンガリー選手権       | エゲル             | 元ハンガリー記録 | [ 62 ] |
| 100m自由形       | 53秒74    | 2009年7月30日  | 世界選手権             | ローマ             | 元ハンガリー記録 | [ 63 ] |
| 200m自由形       | 1分56秒51 | 2009年7月28日  | 世界選手権             | ローマ             |                  |        |
| 200m個人メドレー | 2分09秒87 | 2009年6月28日  | ハンガリー選手権       | エゲル             | 元ハンガリー記録 | [ 62 ] |
| 400m個人メドレー | 4分38秒50 | 2013年4月9日   | フランス選手権         | レンヌ             |                  |        |
| 短水路           |           |                |                        |                    |                  |        |
| 50m自由形        | 25秒08    | 2009年11月21日 | ムラドストミート       | ザグレブ           | 元ハンガリー記録 | [ 64 ] |
| 100m自由形       | 52秒90    | 2009年11月7日  | ワールドカップ         | モスクワ           | 元ハンガリー記録 | [ 65 ] |
| 200m自由形       | 1分52秒61 | 2009年12月13日 | ヨーロッパ短水路選手権 | イスタンブール     | 元ハンガリー記録 | [ 33 ] |
| 400m自由形       | 3分59秒68 | 2009年11月15日 | ハンガリー短水路選手権 | サースハロンバッタ | 元ハンガリー記録 | [ 66 ] |
| 200m背泳ぎ       | 2分05秒83 | 2012年12月14日 | 世界短水路選手権       | イスタンブール     | 元ハンガリー記録 | [ 67 ] |
| 100m個人メドレー | 58秒21    | 2009年12月12日 | ヨーロッパ短水路選手権 | イスタンブール     | 元ハンガリー記録 | [ 32 ] |
| 200m個人メドレー | 2分04秒64 | 2009年12月10日 | ヨーロッパ短水路選手権 | イスタンブール     | 元世界記録       | [ 29 ] |
| 400m個人メドレー | 4分32秒97 | 2013年8月11日  | ワールドカップ         | ベルリン           |                  |        |